# Primero de Marzo
Primero de Marzo é uma cidade do Paraguai, Departamento Cordillera.

## Transporte
O município de Primero de Marzo é servido pelas seguintes rodovias:
- Caminho em pavimento ligando a cidade ao município de Caraguatay
- Caminho em pavimento ligando a cidade ao município de Tobatí[1][2][3]